# Gente de Zona
Gente de Zona, uneori stilizată ca Gente D'Zona, este un grup cubanez (cubatón) fondat de Alexander Delgado în 2000. Grupul combină ritmurile reggaeton cu formele mai tradiționale de muzică cubaneză.
Trupa a avut primul succes international după colaborarea cu Enrique Iglesias in 2014 cu "Bailando". Cântecul a fost premiat cu trei premii latine Grammy și, în plus, a primit o atenție internațională. Alte hit-uri mari din 2015 au fost "La Gozadera" și, mai târziu, "Traidora", ambele în colaborare cu cântărețul Marc Anthony.

## Historia
Grupul a început în anul 2000, când mai multe rapperi întâlnit în Alamar, inclusiv drivere fostul membru Ernesto Taxi, o zonă urbană din Havana, cunoscut sub numele de locul de naștere al hip hop cubanez. Numele grupului, Gente D 'Zona, reflectă nașterea sa în Alamar, o zonă sau cartier din Havana.
Alexander întâlnit „Michel Delgado,“ „The Karo“ și ambele au început să joace la petreceri și baluri oficiale ale Guanabacoa, Regla și mai ales Alamar. Grupul a câștigat repede sprijinul publicului din aceste zone și în curând a început să aibă spectacole la festivaluri internaționale. Aceste festivaluri au fost în plus față de performanțele rap care au avut loc anual în Cuba, unde Alexander a fost responsabil de animație timp de trei ani la rând.
Mai târziu, au făcut parte din Asociația Hermanos Saiz, și nu este până în 2002, că Alexandru a început cariera în compania „Antonio María Romeu“, care apare în întreaga țară. În iulie 2005, grupul era încă compus din "Alexander și Michel" și a devenit parte a catalogului Agenției Cubaneze Rap. Aceasta a dus la o muncă mai matură, mereu amestecată cu ritmurile cubaneze și luând în considerare cerințele pieței.
În 2005, Michel a părăsit grupul. Odată cu plecarea lui Michel, Alexander numit Jacob totdeauna, director al grupului de non-profesionale Made in Cuba, care a făcut o muncă importantă cu Pachito Alonso si Eddy K, printre altele. Nando Pro a devenit, de asemenea, un producător de muzică și DJ, iar Gente D'Zona și-a schimbat gama originală de la doi membri la trei: Jacob Forever, Alexander și Nando Pro.
Pe scenă, formația poate stabili o comunicare strânsă cu un număr mare de tineri și cu publicul larg care își urmează prezentările datorită performanței lor pe scenă și calității muncii care crește zilnic. Fără îndoială că au devenit unul dintre cele mai proeminente grupări, exponenți ai reggaetonului din Cuba, convinși că au venit aici să rămână.
Faima sa a devenit evident cu albumele Cel mai bun lucru sunete acum vol.1 și cel mai bun de sondare acum vol.2, mai ales cu piese ca „Îmi place artiști“ și „Animale“, care a venit să conducă topurile din Cuba , Miami și Europa, un continent pe care îl vizitează cel puțin de două ori pe an cu turneele lor.
În martie 2013 trio-ul a anunțat separarea lor. Alexander a continuat Gente De Zona cu Randy, excantante La Charanga Habanera, Jacob a continuat cariera ca solist cu Dani Nando Pro și un fost membru al grupului DpuntoD.
În 2014, trupa a intrat Enrique Iglesias și Descemer bun pentru a produce hit-ul „Dancing“, care a catapultat gruparea la faima internațională finală. Piesa a rămas la partea de sus a listelor de succes internațional, dându-i un loc privilegiat în Statele Unite, în cazul în care este foarte dificil de a obține muzică de la artiștii cubanezi încă trăiesc în țara lor. În iunie 2014, cântecul a reușit să se poziționeze în numărul 1 al Top Songs Latin. Ei au participat la ceremonia de decernare a premiilor Billboard, interpretând o melodie, care a deschis ușile mai multor artiști cubanezi.
În 2015 grupul a lansat două probleme care au fost aclamate de critici, [1] „The Gozadera“ și „Traitor“, atât în colaborare cu Marc Anthony.
Pe 22 aprilie 2016, ei au lansat al treilea album intitulat Visualizate, sub marca Sony Music Entertainment US Latin LLC și Magnus Media LLC. În timpul lansării 14 iulie Mai multe Macarena același an, o nouă versiune a Macarena cântec de Los del Rio, care prezintă problema pentru prima dată în Premios Juventud. Videoclipul oficial al piesei a fost publicat pe data de 19 august a aceluiași an.
Printre premiile primite de formația se numără un tânăr scrisul meu Premiul favorit pentru tema dans cu Enrique Iglesias și Descember bun în 2015, un premiu Tu Mundo Cel mai bun cântec Începe Festivități de către Algo Contigo în 2016 și Premiul pentru tineret, la an în categoria combinația perfectă cu Marc Anthony Cel mai bun album tropical o AMA Latinã cu Envision și, de asemenea, un premiu Grammy pentru albumul latin Cel mai bun tropical Fusion cu același premiu album.
La 7 aprilie 2017, ei și-au prezentat noul cântec, Si No Vuelves și pe 21 aprilie clipul video respectiv. La 11 iulie, ei au colaborat cu artistul Jennifer Lopez pe piesa "Nici tu și nici eu", scoțând videoclipul respectiv.
Pe 22 februarie 2018, duo-ul lui Randy și al lui Alexander a fost prezentat la Festivalul Internațional de Cântece de la Viña del Mar din Chile. Închiderea, astfel, a doua noapte a concursului câștigând premiul Pescărușul de argint și Pescarul de aur.
1. 1 2   https://www.billboard.com/music/latin/2021-latin-grammys-winners-list-1234999583/ Lipsește sau este vid: |title= (ajutor)